# Неханово
Неханово (пол. Niechanowo) — село в Польщі, у гміні Неханово Гнезненського повіту Великопольського воєводства.
Населення — 1651 особа (2011).
У 1975-1998 роках село належало до Познанського воєводства.

## Демографія
Демографічна структура станом на 31 березня 2011 року:
|          | Загалом | Допрацездатний вік | Працездатний вік | Постпрацездатний вік |
| -------- | ------- | ------------------ | ---------------- | -------------------- |
| Чоловіки | 795     | 195                | 545              | 55                   |
| Жінки    | 856     | 186                | 529              | 141                  |
| Разом    | 1651    | 381                | 1074             | 196                  |